# José Antonio Garmendia Artola
José Antonio Garmendia Artola, el Tupa, (Abalcisqueta, Guipúzcoa, 10 de septiembre de 1951) es un activista antifranquista que militó en ETA.
Pasó a la clandestinidad en 1973. En agosto del año siguiente se vio envuelto en un tiroteo con la policía en San Sebastián junto al también miembro de ETA José María Arruabarrena Esnaola, El Tanque. Este quedó gravemente herido, mientras Garmendia recibió un disparo en la cabeza. Fue operado y logró salvar la vida, pero quedó muy discapacitado. En ese estado un juez militar logró que firmara un papel en el que admitía ser el autor de la muerte de Gregorio Posadas Zurrón, jefe del Servicio de Información de la Guardia Civil de la zona de Azpeitia (Guipúzcoa). El 28 de agosto de 1975 fue condenado a muerte, junto con el también miembro de ETA Ángel Otaegui, en un consejo de guerra celebrado en un cuartel de Burgos. Mientras su pena de muerte fue conmutada, dado el lamentable estado que presentaba, Otaegui fue fusilado el 27 de septiembre, en las que serían las últimas ejecuciones del franquismo, junto con otros cuatro terroristas, uno de ETA y tres del FRAP.
A principios de junio de 1977, unos pocos días antes de la celebración de las elecciones generales de España de 1977, Garmendia fue excarcelado por orden del gobierno de Adolfo Suárez junto con el también miembro de ETA Xabier Izko de la Iglesia. Ambos fueron trasladados en un avión militar a Oslo, donde les esperaba Iñaki Sarasketa, extrañado unos días antes.